# Apatas Air
Apatas Air (mã ICAO = LYT) là hãng hàng không của Litva, trụ sở ở Kaunas. Căn cứ của hãng ở Sân bay Kaunas.

## Lịch sử
Hãng được thành lập năm 1994 dưới tên Aviapaslauga, sau đó đổi thành Apatas Air. Hãng có dịch vụ máy bay taxi, chở khách thuê bao và chở hàng hóa, cũng như huấn luyện phi hành đoàn

## Đội máy bay
(Tháng 3/2007) :
- 1 Let L-410 UVP
- 1 Let L-410 UVP-E